# Aedes geoskusea
Aedes geoskusea är en tvåvingeart som beskrevs av Amos 1944. Aedes geoskusea ingår i släktet Aedes och familjen stickmyggor. Inga underarter finns listade i Catalogue of Life.